# Team Hammer House
 (mai 2025).
La Team Hammer House est une équipe de combat libre et un centre d'entrainement basé à Columbus dans l'Ohio. Elle est formée pour la plupart d'anciens lutteurs NCAA. Fondée en [Quand ?] par l'ancien champion de l'Ultimate Fighting Championship (UFC), Mark Coleman, la Team Hammer House a attiré des combattants tels que Kevin Randleman et Phil Baroni. 

## Combattants principaux
- Mark Coleman (vainqueur des tournois poids lourds des UFC 10 et 11, ancien champion poids lourds de l'UFC, vainqueur du tournoi du PRIDE Grand Prix 2000)
- Phil Baroni
- Kevin Randleman (Ancien champion poids lourd de l'UFC)
- Brandon Lee Hinkle
- Wes Sims
- Adam Guerra